# Ходжалинский аэропорт
Ходжалинский аэропорт (азерб. Xocalı Hava Limanı) или аэропорт Ханкенди (азерб. Xankəndi Hava Limanı), до 1991 года — Степанакертский аэропорт (азерб. Stepanakert aeroportu, арм. Ստեփանակերտի օդանավակայան) — аэропорт в Азербайджане, ныне бездействующий, расположенный в городе Ходжалы, в 10 км к северо-востоку от города Ханкенди.

## Общие сведения
Аэропорт расположен на высоте 575 м над уровнем моря. Площадь аэропорта составляет 188,5 гектар.
На территории аэропорта функционирует одна взлётно-посадочная полоса длиной 2170 м и шириной 45 м, две рулёжные дорожки, один перрон и один терминал.
На территории перрона расположены три стоянки для воздушных судов.

## История
Аэропорт был построен в 1974 году близ Ходжалы и являлся единственным аэропортом на территории бывшей Нагорно-Карабахской автономной области (НКАО), способным принимать крупные самолёты. Официально назывался Степанакертским по тогдашнему названию города Ханкенди — административного центра автономии. Разработка проекта аэропорта проводилась с учётом возможности осуществления международных рейсов.

### В период Карабахского конфликта
До конца 1980-х годов аэропорт обслуживал регулярные пассажирские рейсы Ереван — Степанакерт. С началом Карабахского конфликта и установленной властями Азербайджанской ССР блокады НКАО аэропорт стал единственным средством связи региона с внешним миром.
Азербайджанское руководство прилагало усилия к закрытию аэропорта, в частности, резко сократив количество авиарейсов, а также застраивая соседнее азербайджанонаселённое село Ходжалы, получившее в апреле 1990 года статус города (за несколько лет население Ходжалы выросло более, чем втрое, причём новые дома строились в непосредственной близости от взлётно-посадочной полосы).
После объявления в НКАО чрезвычайного положения аэропорт первоначально находился под контролем подразделения Внутренних войск СССР, которые осуществляли функции по охране аэропорта, досмотру груза и личных вещей пассажиров, в основном армян. Позднее, однако, было принято решение передать его под контроль азербайджанского ОМОНа. Сделано это было в результате настойчивых требований руководства Азербайджана, поддержанных руководителем Комендатуры района чрезвычайного положения НКАО генералом Сафоновым и согласованных с министром внутренних дел СССР Вадимом Бакатиным.
Президент Азербайджана Аяз Муталибов отдал распоряжение разрушить взлетно-посадочную полосу и аэродромное оборудование аэропорта, но оно не было выполнено.
2 сентября 1991 года на совместной сессии Нагорно-Карабахского областного и Шаумяновского районного Советов народных депутатов была принята Декларация о провозглашении Нагорно-Карабахской Республики (НКР) в границах НКАО и сопредельного Шаумяновского района Азербайджанской ССР. 26 ноября 1991 года Верховный Совет Азербайджанский Республики принял закон «Об упразднении Нагорно-Карабахской автономной области Азербайджанской Республики».
26 февраля 1992 года вооружённые формирования непризнанной НКР установили контроль над Ходжалы и аэропортом. После этого аэропорт стал использоваться для нужд военно-воздушных сил НКР и чартерного вертолётного сообщения с Ереваном. Под контролем Нагорно-Карабахской Республики аэропорт по прежнему назывался Степанакертским (арм. Ստեփանակերտի օդանավակայան).

### Реконструкция в 2000-х
В конце 2000-х годов правительство непризнанной Нагорно-Карабахской Республики поставило задачу начать эксплуатацию аэропорта с использованием малой авиации и 28 октября 2008 года на очередном заседании одобрило законопроект «Об авиации». В НКР считали, что «задействование аэропорта имеет для республики не только жизненное, но и политическое значение и будет содействовать укреплению государственности и повышению уровня благосостояния населения». 1 октября 2012 года после реконструкции, осуществлённой властями НКР, аэропорт был сдан в эксплуатацию под названием «Степанакертский международный аэропорт», но не принимал рейсы ввиду запрета Азербайджана использовать воздушное пространство над Карабахом и угроз применения силы против воздушных судов, которые нарушат запрет.

#### Реакция в Азербайджане
В феврале 2010 года президент компании «Армавиа» Михаил Багдасаров заявил, что после реконструкции аэропорта рейс Степанакерт—Ереван будет осуществлять компания «Арцахавиа». Комментируя заявление Багдасарова, руководитель пресс-службы азербайджанского национального концерна «Азербайджанские Авиалинии» Магеррам Сафарли заявил, что в случае открытия авиасообщения Азербайджан официально обратится по этому поводу в Международную организацию гражданской авиации.
По сообщению азербайджанских СМИ, 16 марта 2011 года директор администрации государственной гражданской авиации Азербайджана Ариф Мамедов заявил, что «Азербайджан может уничтожать самолеты, которые собираются совершать посадку в аэропорту, строящемся армянской стороной в оккупированном азербайджанском городе Ханкенди (Степанакерт) в Нагорном Карабахе. Согласно закону „Об авиации“, даже возможно физическое уничтожение направляющихся туда самолетов». Послы США в Азербайджане и Армении — Мэтью Брайза и Мари Йованович — назвали это заявление неприемлемым. Мэтью Брайза также заявил, что все вопросы безопасности полётов должны быть решены Азербайджаном и Арменией до открытия аэропорта. Авиационные власти НКР назвали угрозы Азербайджана «нецивилизованными». Президент Армении Серж Саргсян в ответ на угрозы заявил, что он будет первым пассажиром рейса Ереван—Степанакерт. Ряд депутатов и общественных организаций Азербайджана призвали сбить самолёт, в котором будет лететь Саргсян. 2 апреля 2011 года пресс-секретарь МИД Азербайджана Эльхан Полухов заявил: «Азербайджан никогда не применял и не применит силы против гражданских объектов».
В июле 2012 года сопредседатели Минской группы ОБСЕ по карабахскому урегулированию заявили, что получили гарантии неприменения силы против гражданских воздушных судов.
Генеральный секретарь ОДКБ Николай Бордюжа, прибыв в январе 2013 года в Ереван по приглашению секретаря Совета национальной безопасности Армении Артура Багдасаряна, на встрече с журналистами отметил, что информирован о ситуации, добавив: «Могу сказать, что это либо неверная формулировка, либо неудачная шутка. Потому что я воспринимаю Азербайджан, как цивилизованное государство, которое придерживается общечеловеческих норм. Я очень сомневаюсь, что в наши дни руководство какой-либо страны может дать команду на преднамеренное уничтожение гражданских самолетов. В нашей истории были такие случаи, мы все помним трагедию на Дальнем Востоке с корейским „Боингом“, и помним реакцию всего мирового сообщества. Я не думаю, что какое-либо государство сегодня позволит себе действительно уничтожить гражданский самолет. Поэтому я серьезно эту информацию не воспринимаю». Эльдар Сабироглы, начальник пресс-службы Министерства обороны Азербайджана, заявил: «Азербайджан не шутит — в случае незаконных полетов в Ханкенди будут предприняты адекватные меры».

### После Второй Карабахской войны
После трёхстороннего заявления 2020 года некоторые представители НКР заявляли о том, что началось обсуждение открытия воздушного сообщения, в том числе и для обслуживания российской миротворческой миссии, однако, этого не произошло.
По итогам боевых действий в сентябре 2023 года аэропорт был возвращён под контроль Азербайджана. 12 июня 2024 года завершился процесс вывода миротворческого контингента России, временно дислоцированного на территории Азербайджана и в аэропорту был поднят флаг Азербайджана.
В 2020 году Международная организация гражданской авиации присвоила аэропорту индекс UBES.

### Реконструкция с 2024
Запланирована реконструкция аэропорта. Длина взлётно-посадочной полосы будет расширена до 3 000 м, ширина — до 60 м. Общая площадь аэропорта составит 177,27 га, территория перрона — 47 тыс. м2.

## Происшествия
1 августа 1990 года потерпел катастрофу гражданский самолёт Як-40 (бортовой номер CCCP-87453), выполнявший рейс Ереван — Степанакерт. Погибли все 39 пассажиров и 4 члена экипажа. После организации поисково-спасательных работ обломки самолёта и тела погибших были обнаружены у села Фаррадж Лачинского района. По официальной версии комиссии Госавианадзора СССР и представителей Азербайджанской ССР, проводивших расследование, самолёт разбился из-за потери ориентировки пилотами в условиях ограниченной видимости. Сотрудниками аэропорта было проведено параллельное расследование и были выдвинуты две другие неофициальные версии: перегруз и сбитие лайнера.